# Mikhaïl Pankov
Pour les articles homonymes, voir Pankov.
Mikhaïl Andreïevitch Pankov (en russe : Михаил Андреевич Панков) est un ingénieur militaire soviétique, né le 30 septembre 1903 à Nagishi et mort le 15 avril 1989.
Il prit part à la Seconde Guerre mondiale dans une unité du Génie et fut distingué par le titre de Héros de l'Union soviétique.

## Carrière
Mikhaïl Pankov est né le 30 septembre 1903 dans une famille paysanne du village de Naguichine, dans l'actuelle oblast de Toula. Il fut mobilisé dans l'Armée rouge en 1921, puis suivit les cours d'un institut technique à Moscou. Il adhéra au Parti communiste (bolchévik) en 1924.  En 1937, il sortit diplômé de l'académie militaire du Génie. 
Pendant la Seconde Guerre mondiale, le colonel Pankov commanda une unité du Génie du premier front biélorusse. Il dirigea en particulier la mise en place de ponts flottants pour le passage des troupes sur le Donets, l'Ingoul, le Boug méridional, le Dniestr, la Touria et le Boug occidental. En août 1944, sous le feu ennemi pendant deux jours, il fit traverser la Vistule à quatre régiments d'artillerie, deux divisions d'infanterie, 58 canons automoteurs et 40 chars. 
Après la guerre, il continua à servir dans l'Armée, dirigeant notamment l'académie militaire du Génie. Il prit sa retraite en 1964 avec le grade de major-général et vécut à Moscou, où il est décédé le 15 avril 1989. Il est enterré au cimetière Vagankovo.

## Décorations
- Héros de l'Union soviétique le 6 avril 1945 (médaille no 5176)
- Deux fois l'ordre de Lénine
- Trois fois l'ordre du Drapeau rouge
- Ordre de la Guerre patriotique de 1re et 2e classe